# Aspret-Sarrat

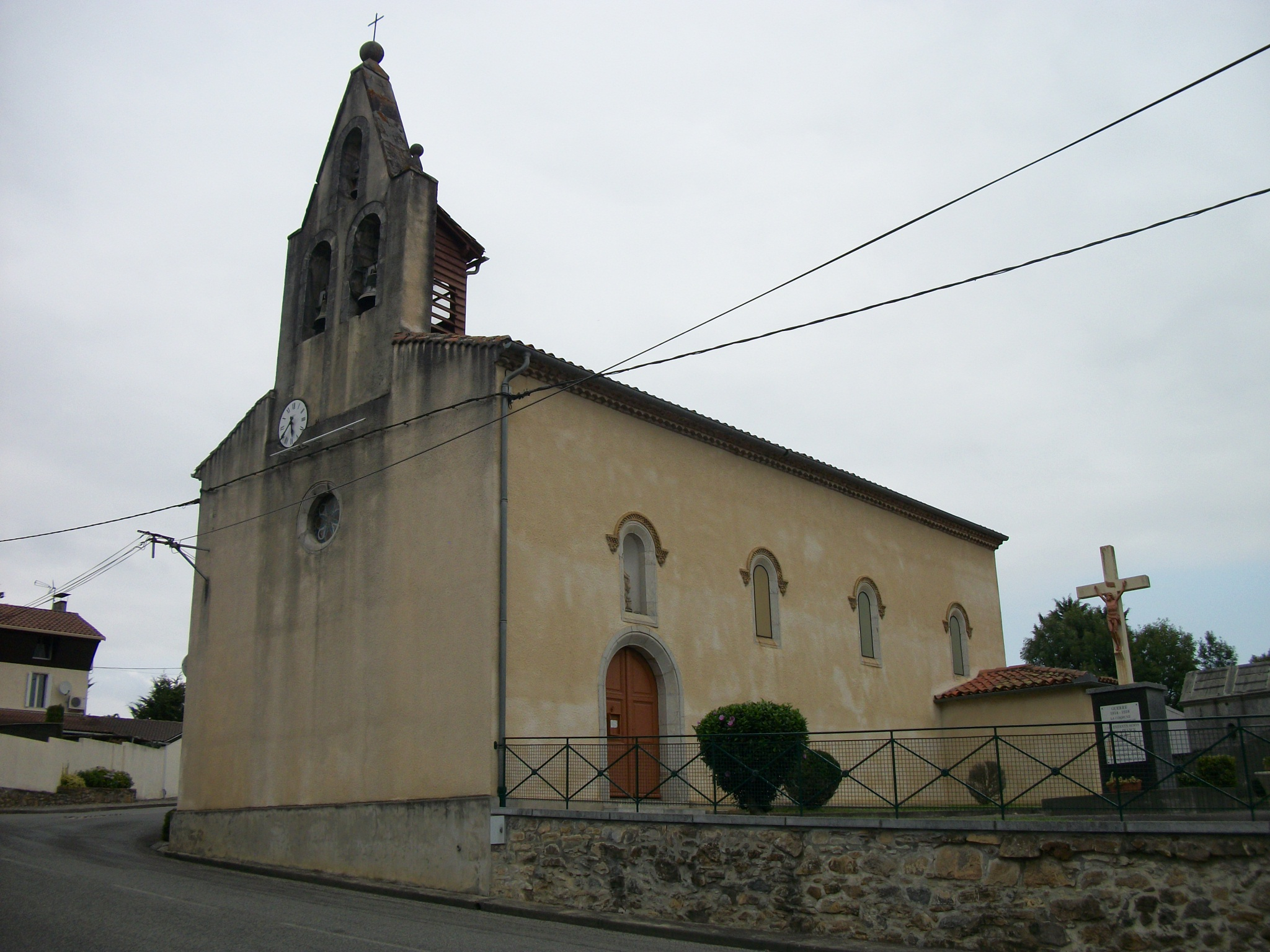
Kirche St.-Fiacre

Aspret-Sarrat ist eine französische Gemeinde mit 128 Einwohnern (Stand 1. Januar 2022) im Département Haute-Garonne in der Region Okzitanien (zuvor Midi-Pyrénées). Die Einwohner werden als Aspretois bezeichnet.

## Geographie
Nachbargemeinden sind: Saint-Gaudens, Miramont-de-Comminges, Encausse-les-Thermes, Régades, Sauveterre-de-Comminges, Labarthe-Rivière und Valentine.

## Bevölkerungsentwicklung
| Jahr                      | 1962 | 1968 | 1975 | 1982 | 1990 | 1999 | 2006 | 2013 | 2016 |
| ------------------------- | ---- | ---- | ---- | ---- | ---- | ---- | ---- | ---- | ---- |
| Einwohner                 | 68   | 53   | 68   | 77   | 96   | 97   | 134  | 141  | 139  |
| Quelle: Cassini und INSEE |      |      |      |      |      |      |      |      |      |

## Sehenswürdigkeiten
- Kirche St-Fiacre aus dem 18. Jahrhundert